# Merodon
Merodon là một chi ruồi trong họ Syrphidae.

## Hình ảnh

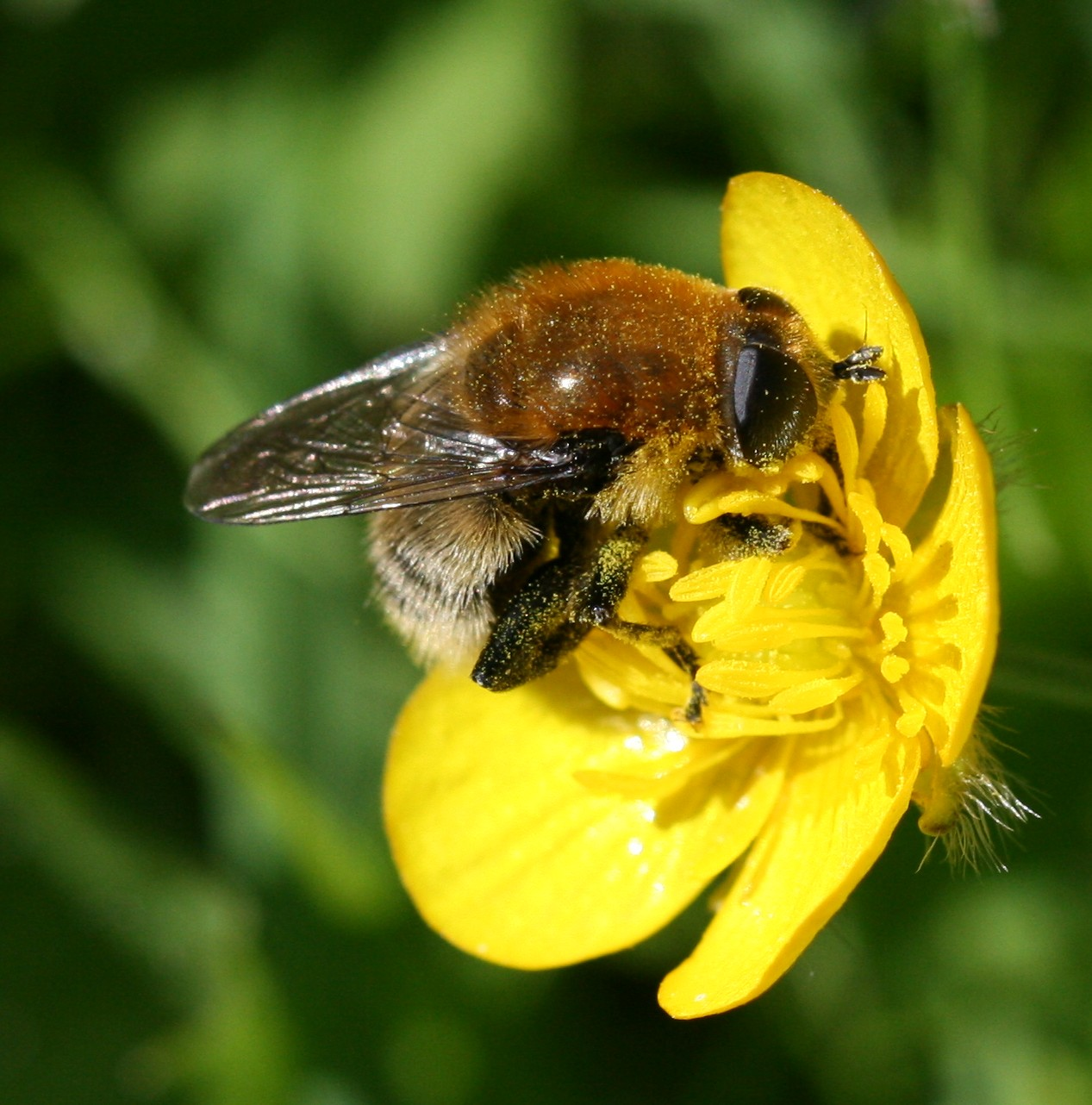
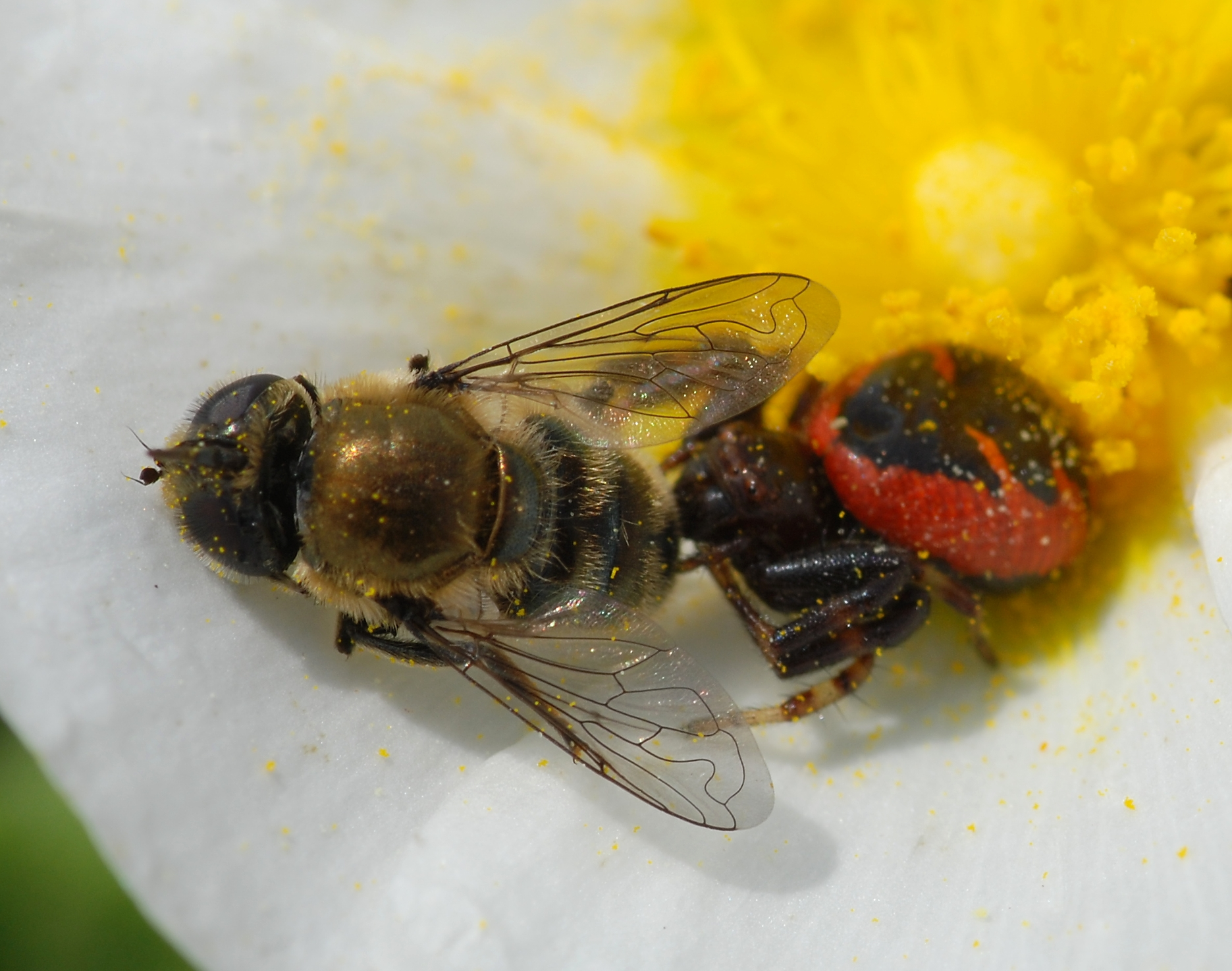